# William Birney

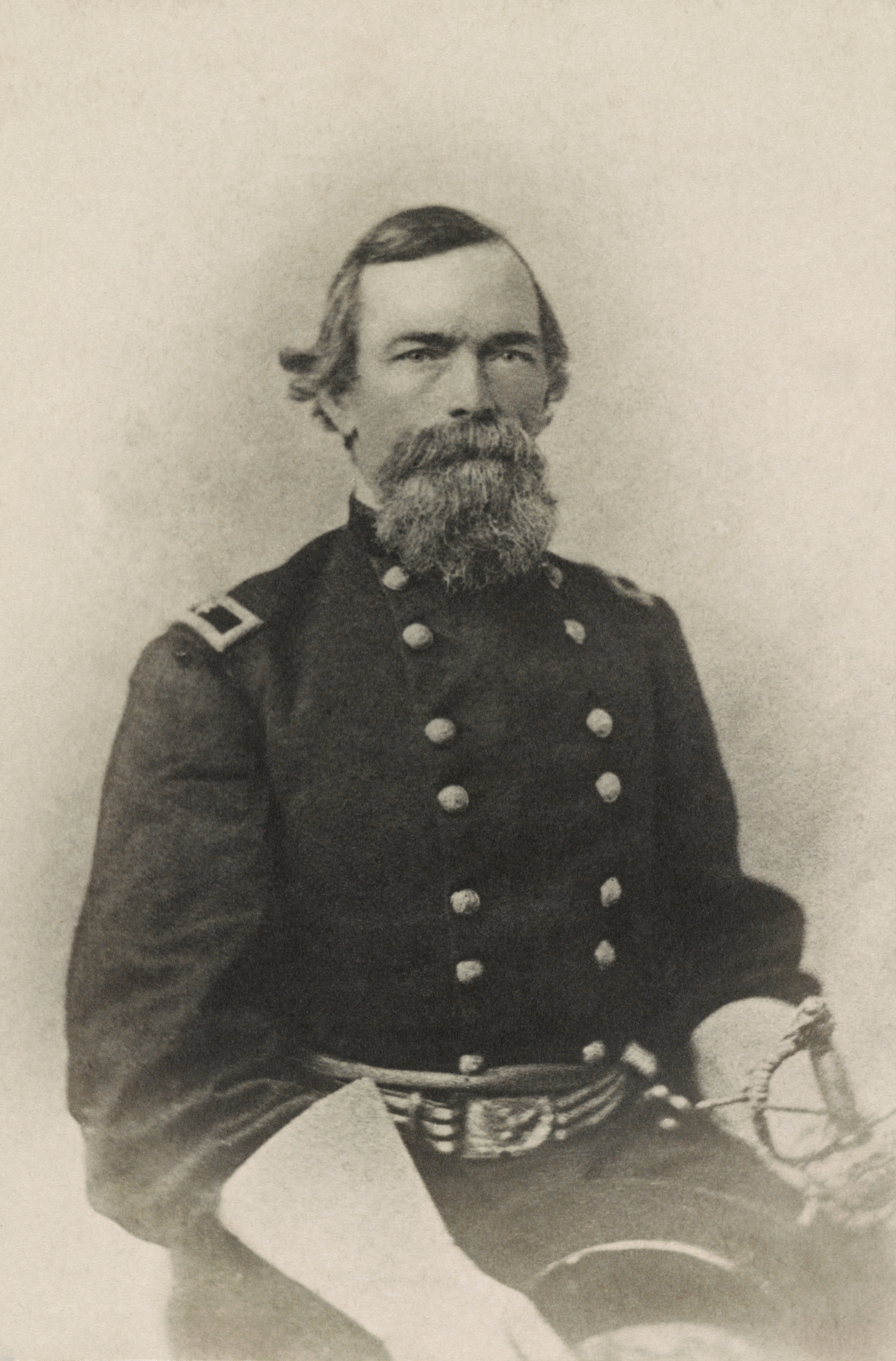
William Birney

William Birney (* 28. Mai 1819 nahe Huntsville, Alabama; † 14. August 1907 in Forest Glen, Maryland) war ein US-amerikanischer Professor, Unionsgeneral während des Amerikanischen Bürgerkrieges, attorney und Autor. Als glühender Abolitionist ermutigte er tausende von freien Afroamerikanern in die Unionsarmee einzutreten.
Birney war ein Sohn des prominenten Südstaaten Abolitionistenführers James G. Birney und der ältere Bruder des Bürgerkriegsgenerals David B. Birney. Ein anderer Bruder, James Birney, war 1860 Vizegouverneur von Michigan. Ein Cousin, Humphrey Marshall war ein Kongressabgeordneter und General in der Konföderiertenarmee.

## Vor dem Bürgerkrieg
William Birney wurde auf der Plantage seines Vaters nahe Huntsville (Alabama) geboren. Er wuchs dort und in Danville, Kentucky auf. Birney ging auf die Yale University, studierte Jura und nach seiner Zulassung als Anwalt praktizierte er in Cincinnati, Ohio. Dann lebte er für fünf Jahre in Europa, hauptsächlich auf dem Kontinent und in Großbritannien. Er war zwei Jahre als Professor für englischsprachige Literatur an dem College in Bourges tätig. Ferner nahm er 1848 aktiv an der Revolutionsbewegung in Frankreich teil. Später schrieb er zahlreiche Artikel für englische und amerikanische Zeitungen. Als er 1853 in die Vereinigten Staaten zurückkehrte, gründete er eine Zeitung, den Daily Register, in Philadelphia.

## Im Bürgerkrieg
Bei Ausbruch des Amerikanischen Bürgerkrieges trat Birney im Mai 1861 in die Unionsarmee ein, wo er den Dienstgrad eines Captains in der 1. New Jersey Infanterie bekleidete. Seine ersten Kampferfahrungen sammelte er bei der Ersten Schlacht am Bull Run. Nachdem er zum Major der 4. New Jersey Infanterie ernannt wurde, nahm an den Schlachten von Zweiten Bull Run, Chantilly und Fredericksburg teil, sowie als Colonel in der Schlacht bei Chancellorsville. Zwischen 1863 und 1864 war er zu einem von drei Inspektoren ernannt, die zuständig waren, afroamerikanische Truppen in die Unionsarmee anzuwerben. In dieser Funktion organisierte er sieben Regimenter. Er wurde zum Colonel der 22. US-Colored Troops ernannt. Am 22. Mai 1863 erhielt er ein Offizierspatent als Brigadegeneral und wurde beauftragt in Maryland mehr schwarze Truppen zu rekrutieren. 1864 marschierte er mit seinem Regiment nach South Carolina, was ein Teil des Department of the South war, um dort zu kämpfen. Sie schnitten schlecht ab, erst in den Feldzügen in Florida lief es viel besser ab, einschließlich der Schlacht bei Olustee.
Birneys Brigade wurde nach Virginia versetzt, wo sie sich anderen schwarzen Regimentern anschloss und die dritte Division des X Corps unter dem Kommando von Generalmajor Benjamin F. Butler bildeten. Sie erlitten eine ernsthafte Niederlage bei der Schlacht am Chaffin's Farm, jedoch waren entscheidend in mehreren Kämpfen bei der Verteidigung von Richmond. Im Dezember 1864 wurden die schwarzen Regimenter des X Corps mit den des XVII Corps zusammengelegt und bildeten einen neuen, völlig schwarzen XXV Corps unter Generalmajor Godfrey Weitzel. Birneys Regimenter wurden die 2. Division des XXV Corps und nahmen an den letzten Angriffen bei der Belagerung von Petersburg Anfang 1865 teil. Birney erhielt im März 1865 den Brevet-Rang eines Generalmajors der Freiwilligen. Anschließend führte er seine Truppen bei der Verfolgungsjagd von Robert E. Lees Army of Northern Virginia während des Appomattox-Feldzugs an. Birney trat im August des gleichen Jahres aus der Armee aus.

## Nach dem Bürgerkrieg
Birney wohnte nach dem Krieg einige Jahre in Florida, bevor er 1874 nach Norden zog und eine Anwaltspraxis in Washington, D.C. gründete. Er war als US-Attorney für den District of Columbia tätig und schrieb reichlich zu Religion und Geschichte. Ferner verfasste er 1890 eine Biographie über seinen Vater, James G. Birney and His Times; the Genesis of the Republican Party. Birney verstarb 1907 bei sich zu Hause in Forest Glen und wurde anschließend auf dem Oak Hill Cemetery in Georgetown (Washington, D.C.) beigesetzt.

## Weblink
- William Birney in der Datenbank Find a Grave

| Personendaten    | Personendaten                                                                                |
| ---------------- | -------------------------------------------------------------------------------------------- |
| NAME             | Birney, William                                                                              |
| KURZBESCHREIBUNG | US-amerikanischer Hochschullehrer und Unionsgeneral während des Amerikanischen Bürgerkrieges |
| GEBURTSDATUM     | 28. Mai 1819                                                                                 |
| GEBURTSORT       | Huntsville, Alabama                                                                          |
| STERBEDATUM      | 14. August 1907                                                                              |
| STERBEORT        | Forest Glen, Maryland                                                                        |